# Biotopi e Ripristini ambientali di Medicina e Molinella
I Biotopi e Ripristini ambientali di Medicina e Molinella sono un sito di importanza comunitaria ed una zona di protezione speciale (ZPS) secondo la Rete Natura 2000 dell'Emilia-Romagna. Costituisce una delle più importanti riserve per l'avifauna acquatica d'Italia  in particolare per Tarabuso, Sgarza ciuffetto e Moretta tabaccata.

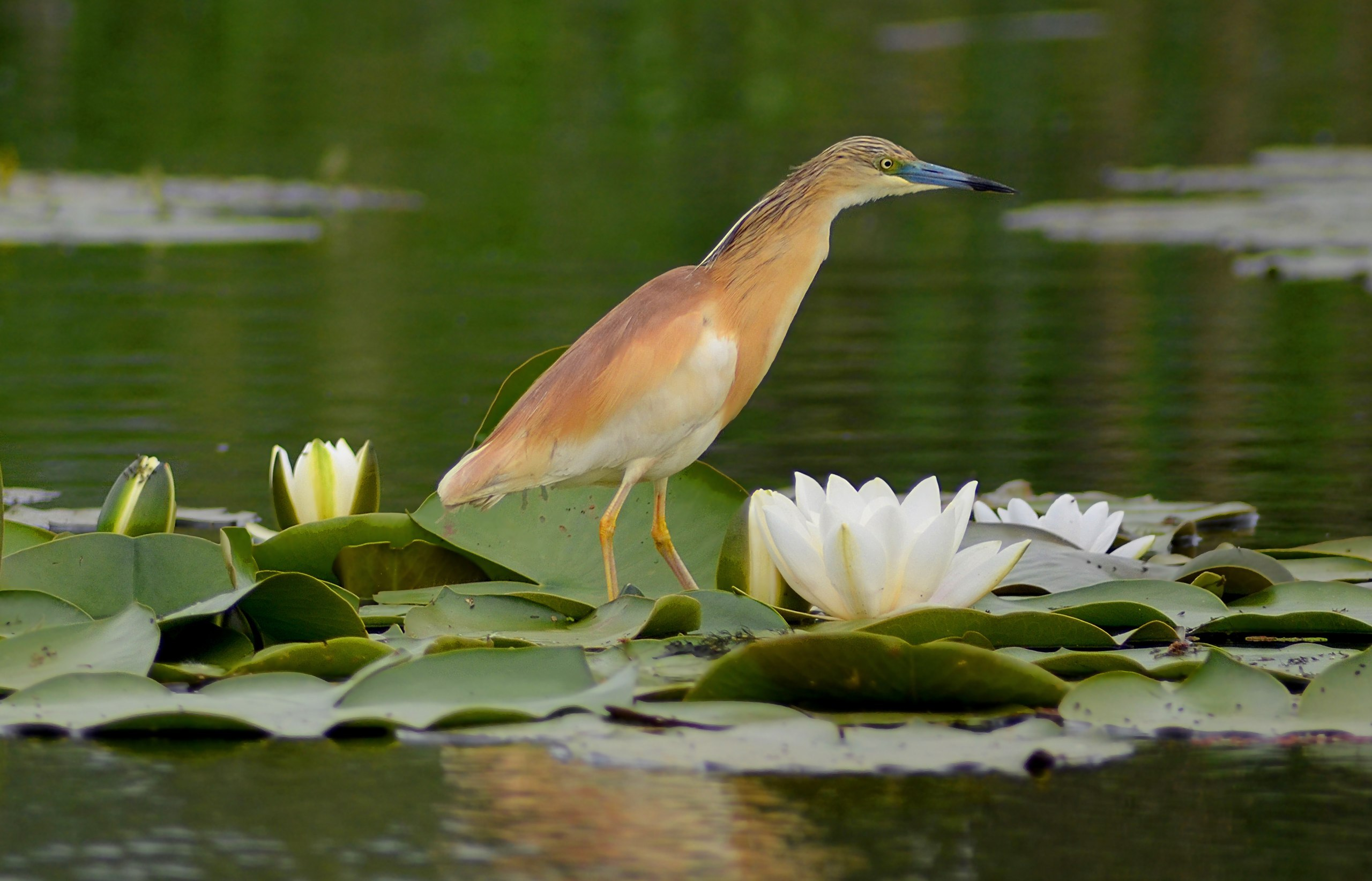
Sgarza ciuffetto

## Descrizione e caratteristiche
Il sito si estende in pianura nei comuni di Medicina e di Molinella, in provincia di Bologna.
Il sottosuolo presenta conche geomorfologiche con terreni limoso-argillosi di origine alluvionale e prima delle bonifiche del XVIII secolo il territorio era occupato da paludi. Dopo le bonifiche si usarono i terreni come risaie; tuttavia alcune paludi rimasero fino al XIX secolo. 
Fino agli anni cinquanta parecchie zone umide furono usate come casse di espansione per le risaie, per la caccia e la pesca. A seguito della diminuzione della coltivazione del riso molte di queste vennero prosciugate.
Tra il 1991 a il 2002 numerose aziende agricole hanno ripristinato ca 1000 ettari di zone umide, praterie con arbusti e siepi, mediante l'applicazioni di misure agro-ambientali su terreni ritirati dalla coltivazione.
Sono presenti le seguenti zone umide:
- nel comune di Molinella:
  - a sud del capoluogo La Vallazza, Miravalle;
  - nella frazione di Selva Malvezzi:La Boscosa, la Barabana, il Cantoncello e La Storta;
  - nella frazione di Marmorta: la Cassa Boschetti, La Fiorentina, la Lunardina e il Botticino;
- nel comune di Medicina 
  - nelle frazioni di Buda, Portonovo e Sant'Antonio: la Cassa del Quadrone, la Valle Bentivoglia, la Valle Fracassata, la Marzara, la Scossaborsella, la Tenuta Bosco e la Vallona.

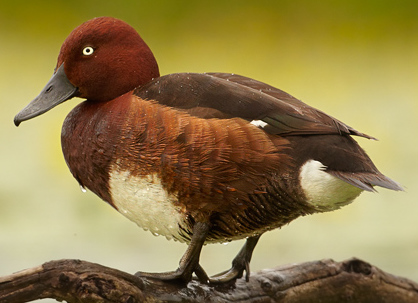
Moretta tabaccata

Alcune di queste zone rappresentano gli ultimi biotipi relitti di zone umide della pianura bolognese e cioè La Vallazza, la Valle Bentivoglia e la Valle Fracassata, mentre le altre valli sono state zone riallagate per ripristinare l'ambiente originario.

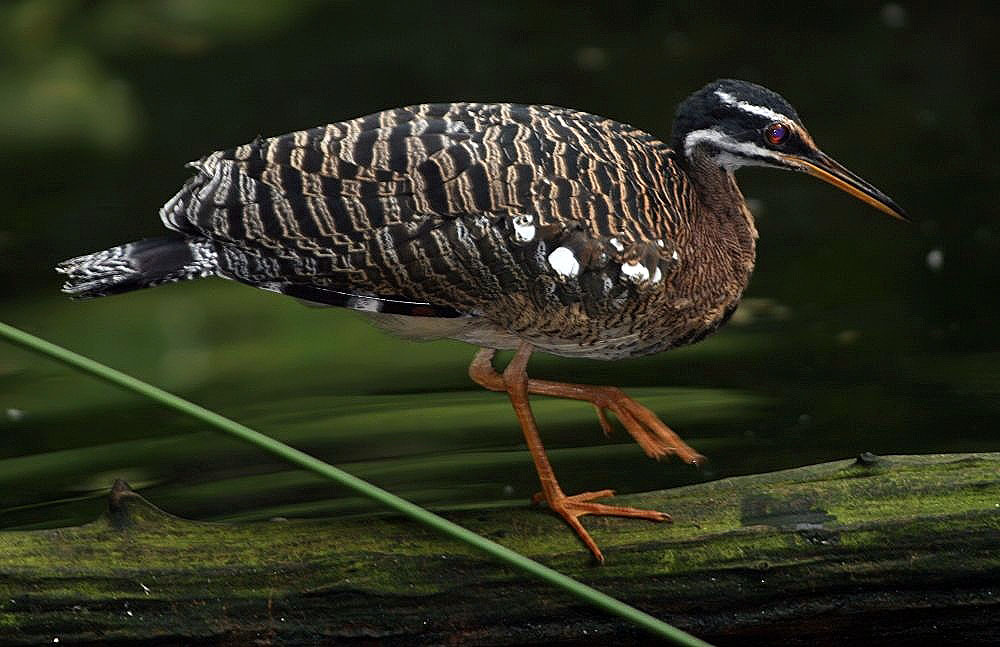
Tarabuso

Sono numerosi i fiumi e gli scoli che compongono la rete idrica del sito: l'Idice, il Quaderna, il Canale della Botte, il Lorgana, il Garda Alto e il Garda Basso, il Menata, il Sesto Alto e il Centonara.
Il sito contiene sette habitat di interesse comunitario; due prativi, tre acquatici e due forestali.